# 枞酸
枞酸，是一个二萜，分子式為C20H30O2，也就是說它是由4個異戊二烯單元衍生的化合物。枞酸為玻璃狀或部分結晶的黃色固體，是松香（針葉樹含油樹脂的固體部分）的幾種相近的有機酸中，含量最豐富的一種酸。枞酸用於堵船的漏縫已經有幾個世紀的歷史，而它目前可製造油漆。

## 註解
1. ↑  繁：，简：，拼音：，注音：，音同「聰」